# Agustín Velotti
Agustín Velotti, né le 24 mai 1992 à Larroque (Province d'Entre Ríos), est un joueur de tennis argentin.
Il a remporté le tournoi de Roland-Garros junior 2010 en simple en battant en finale Andrea Collarini et perdu la finale en double avec Facundo Argüello.
Il a remporté deux tournois Challenger en simple : à Rio de Janeiro en 2013 et Curitiba en 2016, et un en double : à Lima en 2012.